# Sacha Modolo
Sacha Modolo (né le 19 juin 1987 à Conegliano, dans la province de Trévise, en Vénétie) est un coureur cycliste professionnel italien.

## Biographie

### Débuts cyclistes et carrière chez les amateurs
Sacha Modolo prend la troisième place du championnat d'Italie sur route juniors en 2004, battu par Eros Capecchi. Lors de la saison 2006, il remporte le Giro del Casentino et le Cavaso del Tomba. L'année suivante, il remporte encore trois courses nationales. En 2008, il s'impose lors du Piccola Sanremo, du Memorial Danilo Furlan et du Trophée Matteotti espoirs. Début 2009, avec l'équipe Zalf Désirée Fior, il bat les professionnels lors du Giro del Belvedere et du Gran Premio della Liberazione, deux courses inscrites au de l'UCI Europe Tour.

### Carrière professionnelle
Devenu coureur professionnel en 2010, il est l'une des révélations du début de saison en étant toujours présent dans les finals sur Tirreno-Adriatico et en prenant la quatrième place de Milan-San Remo.
Modolo commence l'année 2013 en remportant une étape du Tour de San Luis au sprint où il devance notamment Mark Cavendish. Lors de sa course suivante, le Tour du Qatar, il est victime d'une fracture du scaphoïde droit.
En 2014, Sacha Modolo rejoint l'équipe World Tour Lampre-Merida, qui l'engage pour deux ans afin de remplacer Alessandro Petacchi. Il débute avec cette équipe au Tour de San Luis, en Argentine, où il gagne une étape. En février, il gagne deux manches du Challenge de Majorque, et la première étape du Tour de l'Algarve, devant son coéquipier, le champion du monde Rui Costa. Huitième de Milan-San Remo, il dispute ensuite les classiques flandriennes et gagne deux étapes des Trois jours de La Panne. Il chute à Arenberg lors de Paris-Roubaix, qu'il dispute pour la première fois, et doit abandonner, souffrant d'une côte fracturée. Les conséquences de cette chute le contraignent à abandonner également lors du Tour de Turquie, deux semaines plus tard. En juin, il gagne une étape du Tour de Suisse, en battant au sprint Peter Sagan et John Degenkolb. En juillet, il est sélectionné pour disputer son premier Tour de France. Malade, il quitte la course dès la deuxième étape. De retour en compétition en août, il fait de la Vattenfall Cyclassics l'un de ses principaux objectifs de fin de saison. Une chute lors de l'Eneco Tour remet en cause sa participation à cette course. Il en prend le départ, mais abandonne, souffrant du dos. Il termine la saison au Tour de Pékin, dont il gagne la dernière étape.
Fin 2015, il remporte une étape du Tour de Turquie en avril, puis s'impose à deux reprises au sprint durant le Tour d'Italie. Il prolonge son contrat avec la formation Lampre-Meridaet remporte le Tour de Hainan quelques jours plus tard.
En 2018, Sacha Modolo rejoint l'équipe américaine EF Education First, avec laquelle il s'engage pour deux ans. Il connait une saison décevante, avec une seule victoire, une étape du Tour d'Andalousie. Il termine septième de l'EuroEyes Cyclassics.
Revanchard en abordant la saison 2019, il commence celle-ci en février et termine deuxième de la première étape de l'Étoile de Bessèges derrière Bryan Coquard.
Sans contrat à l'issue de la saison 2022, il décide de mettre un terme à sa carrière.

## Palmarès

### Palmarès amateur
| - 2004 - 3e du championnat d'Italie sur route juniors - 2005 - Trofeo San Rocco - 7e du championnat du monde sur route juniors - 2006 - Giro della Valcavasia - Coppa San Bernardino - Giro del Casentino - Gran Premio Trigonal Gomme - Circuito dell'Assunta - 2007 - Coppa San Bernardino - Grand Prix de l'industrie et du commerce de San Vendemiano - Memorial Carlo Tonon e Denis Zanette - 3e étape du Giro delle Valli Cuneesi - Circuito dell'Assunta - Gran Premio Industria del Cuoio e delle Pelli - 2e de la Medaglia d'Oro Fiera di Sommacampagna - 2008 - Piccola Sanremo - Mémorial Danilo Furlan - Trophée Matteotti espoirs - Gran Premio Colli Isolani - Circuito Città di San Donà - Gran Premio Cementi Zillo - 1re étape du Giro delle Valli Cuneesi - Gran Premio Industria del Cuoio e delle Pelli - 2e de la Coppa Cicogna - 2e du Grand Prix Colli Rovescalesi - 2e du Circuito dell'Assunta - 2e du Trophée de la ville de Conegliano - 2e de la Coppa Collecchio - 3e de la Coppa San Geo - 3e de La Popolarissima - 3e du Giro delle Valli Aretine - 3e du Mémorial Guido Zamperioli | - 2009 - Circuit international de Caneva - Mémorial Angelo Fumagalli - Giro del Belvedere - Gran Premio della Liberazione - Gran Premio Site - Medaglia d'Oro Fiera di Sommacampagna - Trophée Marco Rusconi - 2e du Giro del Valdarno - 2e du Grand Prix Colli Rovescalesi - 3e du Trofeo Franco Balestra - 3e du championnat d'Europe sur route espoirs |  |

### Palmarès professionnel
| - 2010 - 3e du Tour de Vénétie - 4e de Milan-San Remo - 2011 - 5e et 9e étapes du Tour du lac Qinghai - 5e étape du Brixia Tour - 1re et 4ea étapes du Tour du Danemark - Coppa Agostoni - 2e et 3e étapes de la Semaine cycliste lombarde - 1re et 3e étapes du Tour de Padanie - 2e du Tour de Drenthe - 2e de la London-Surrey Cycle Classic - 2012 - 1re étape du Circuit de la Sarthe - 6e étape du Tour de Turquie - 3e et 6e étapes du Tour d'Autriche - Coppa Bernocchi - 1reb (contre-la-montre par équipes) et 2e étapes du Tour de Padanie - 2e du Grand Prix de la côte étrusque - 2013 - 2e étape du Tour de San Luis - 1re, 4e, 8e, 9e, 11e et 12e étapes du Tour du lac Qinghai - Coppa Bernocchi - Mémorial Marco Pantani - 2e de la London Ride Classic - 2014 - 7e étape du Tour de San Luis - Trofeo Palma de Mallorca - Trofeo Ses Salines - 1re étape du Tour de l'Algarve - 2e et 3ea étapes des Trois Jours de La Panne - 5e étape du Tour de Suisse - 5e étape du Tour de Pékin - 8e de Milan-San Remo | - 2015 - 5e étape du Tour de Turquie - 13e et 17e étapes du Tour d'Italie - Tour de Hainan : - Classement général - 3e et 4e étapes - 2016 - 4e et 7e étapes du Tour de Turquie - 2e étape du Czech Cycling Tour - 2017 - 1re et 6e étapes du Tour de Croatie - Grand Prix du canton d'Argovie - 2e étape du Tour de Pologne - 3e de la Coppa Bernocchi - 6e du Tour des Flandres - 10e de Gand-Wevelgem - 2018 - 3e étape du Tour d'Andalousie - 7e de la EuroEyes Cyclassics - 2021 - 3e étape du Tour de Luxembourg |  |

## Résultats sur les grands tours

### Tour de France
1 participation
- 2014 : abandon (2e étape)

### Tour d'Italie
10 participations
- 2010 : abandon (8e étape)
- 2011 : abandon (13e étape)
- 2012 : 138e
- 2013 : 125e
- 2015 : 126e, vainqueur des 13e et 17e étapes
- 2016 : 84e
- 2017 : abandon (17e étape)
- 2018 : 88e
- 2019 : abandon (7e étape)
- 2022 : 114e

### Tour d'Espagne
2 participations
- 2017 : 131e
- 2021 : abandon (19e étape)

## Classements mondiaux
| Année                                 | 2008 | 2009 | 2010 | 2011 | 2012 | 2013 | 2014 | 2015 | 2016 | 2017 | 2018 | 2019  | 2020  |
| ------------------------------------- | ---- | ---- | ---- | ---- | ---- | ---- | ---- | ---- | ---- | ---- | ---- | ----- | ----- |
| Calendrier mondial                    |      | nc   | 75e  |      |      |      |      |      |      |      |      |       |       |
| UCI World Tour                        |      |      |      |      |      |      | 94e  | 86e  | 129e | 99e  | 101e |       |       |
| Classement mondial                    |      |      |      |      |      |      |      |      | 181e | 85e  | 202e | 1713e | 1453e |
| UCI Europe Tour                       | 341e | 106e | 127e | 9e   | 22e  | 19e  |      |      | 225e | 92e  | 800e | 1134e | 1091e |
| UCI Asia Tour                         | nc   | nc   | nc   | 41e  | nc   | 12e  |      |      | 158e | 350e | nc   |       |       |
| UCI America Tour                      | nc   | nc   | nc   | nc   | nc   | 70e  |      |      | nc   | nc   | nc   |       |       |
|                                       |      |      |      |      |      |      |      |      |      |      |      |       |       |
| Légende : nc = non classéSource : UCI |      |      |      |      |      |      |      |      |      |      |      |       |       |